# 2001年バレーボール男子アフリカ選手権
2001年バレーボール男子アフリカ選手権（2001 Men's African Nations Championship）は、2001年11月5日から11月11日にかけてナイジェリアのポートハーコートで開催された、アフリカバレーボール連盟主催の第13回バレーボールアフリカ選手権男子大会。
出場国は5カ国。カメルーンが6大会ぶり2回目の優勝を飾った。

## 最終結果
| 順位 | 国               |
| ---- | ---------------- |
| 1    | カメルーン       |
| 2    | ナイジェリア     |
| 3    | 南アフリカ共和国 |
| 4    | モーリシャス     |
| 5    | スーダン         |